# Stadsbibliotheek van Stockholm
De Stadsbibliotheek van Stockholm (Zweeds: Stockholms stadsbibliotek of Stadsbiblioteket) is een bibliotheekgebouw in Stockholm, Zweden. Het is ontworpen door de Zweedse architect Gunnar Asplund, en een van de meest opvallende bouwwerken van de stad. De naam wordt tegenwoordig gebruikt voor zowel de hoofdbibliotheek zelf als het gemeentelijke bibliotheeksysteem van Stockholm.

## Architectuur
In 1922 werd een ontwerpplan voorgesteld door een commissie waarvan Asplund zelf lid was. De bouw begon in 1924.
Asplund liet zich deels inspireren door de Barrière Saint-Martin (Rotonde de la Villette) van de Franse architect Claude Nicolas Ledoux. Tijdens het project bracht hij elementen van de klassieke orde terug tot hun meest abstracte geometrische vormen, waarbij Asplund het architecturale decor grotendeels wegnam.
De openbare bibliotheek van Stockholm was de eerste openbare bibliotheek van Zweden die het principe van open planken toepaste, waarbij bezoekers zonder hulp van bibliotheekpersoneel toegang tot boeken kregen. Dit concept had Asplund in de Verenigde Staten bestudeerd.
Op 31 maart 1928 vond de officiële opening plaats, terwijl de westelijke vleugel - door financiële beperkingen - nog ontbrak. Deze werd in 1932 alsnog toegevoegd om zo de vierkante basis rond de rotonde van de belangrijkste leeszaal te voltooien.
De stadsbibliotheek is een van Asplunds belangrijkste werken en illustreert zijn geleidelijke verschuiving van classicisme naar functionalisme.

## Collectie
De collectie omvat circa 4,5 miljoen objecten, waarvan 2 miljoen fysieke boeken en de rest audioboeken, audiobanden en cd's.
De internationale afdeling voor vreemde talen, gehuisvest in twee verdiepingen van een bijgebouw, omvat meer dan honderd talen met onder meer 17.000 boeken in het Perzisch, 15.800 in het Arabisch en 14.500 in het Spaans. In 2007 was het Russisch de meest geleende taal, gevolgd door Thai, Spaans, Arabisch, Perzisch, Chinees, Pools en Japans.

## Galerij

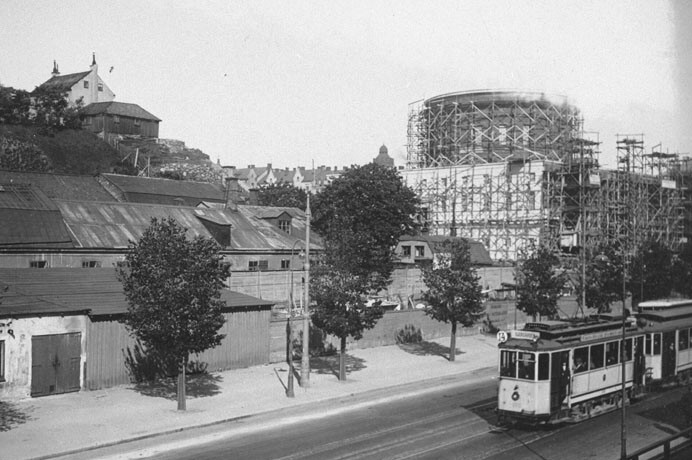
In aanbouw, 1927.
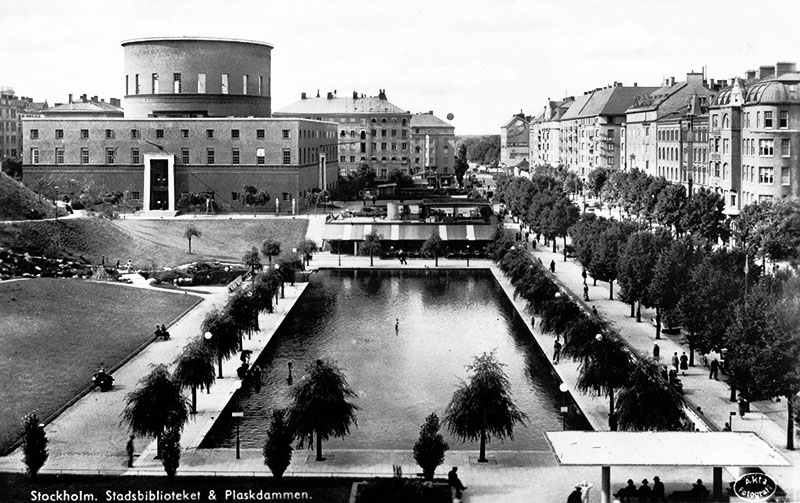
Net na de voltooiing, eind jaren '20.
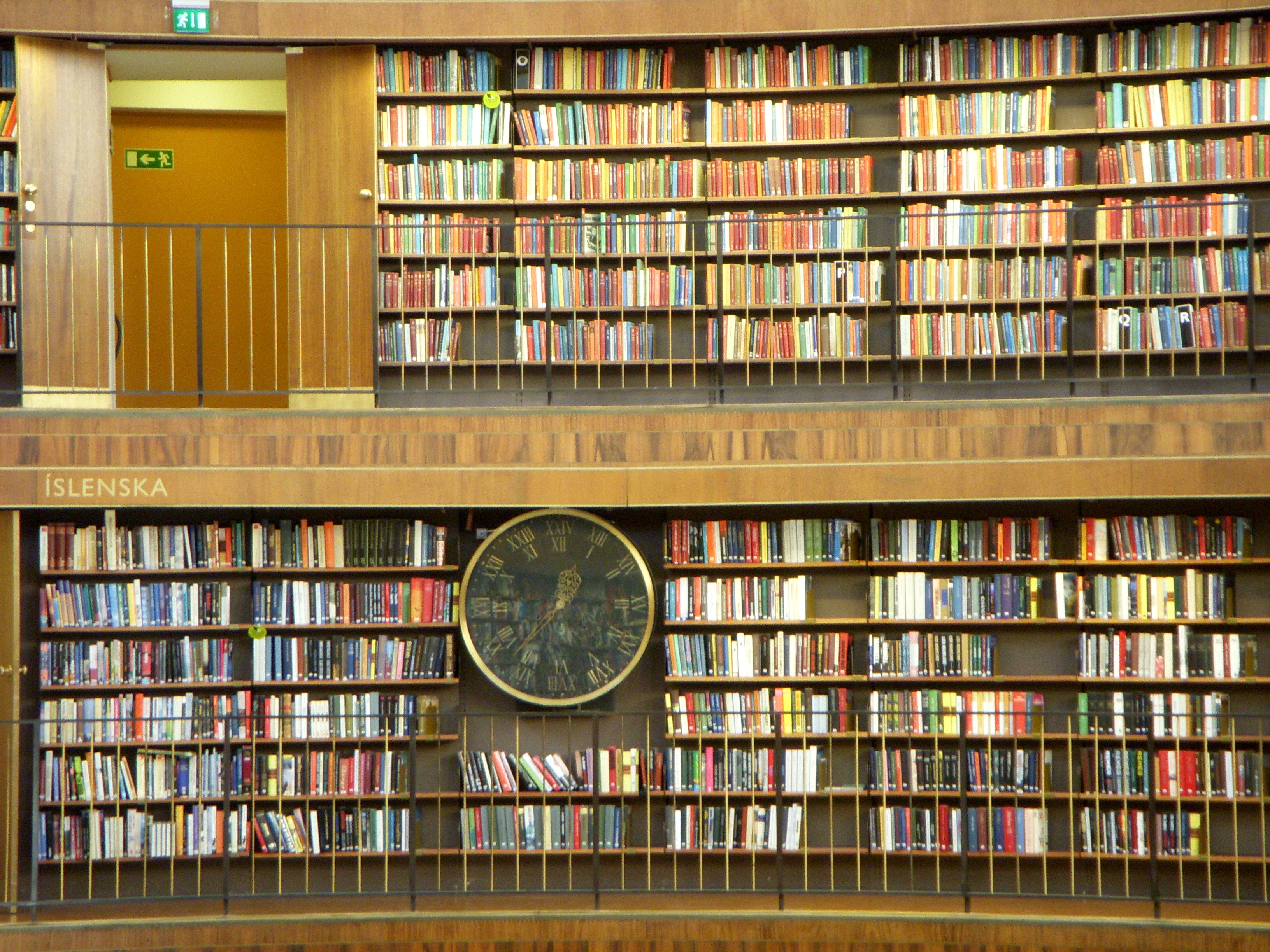
Boekenplanken in de rotonde, 2008.
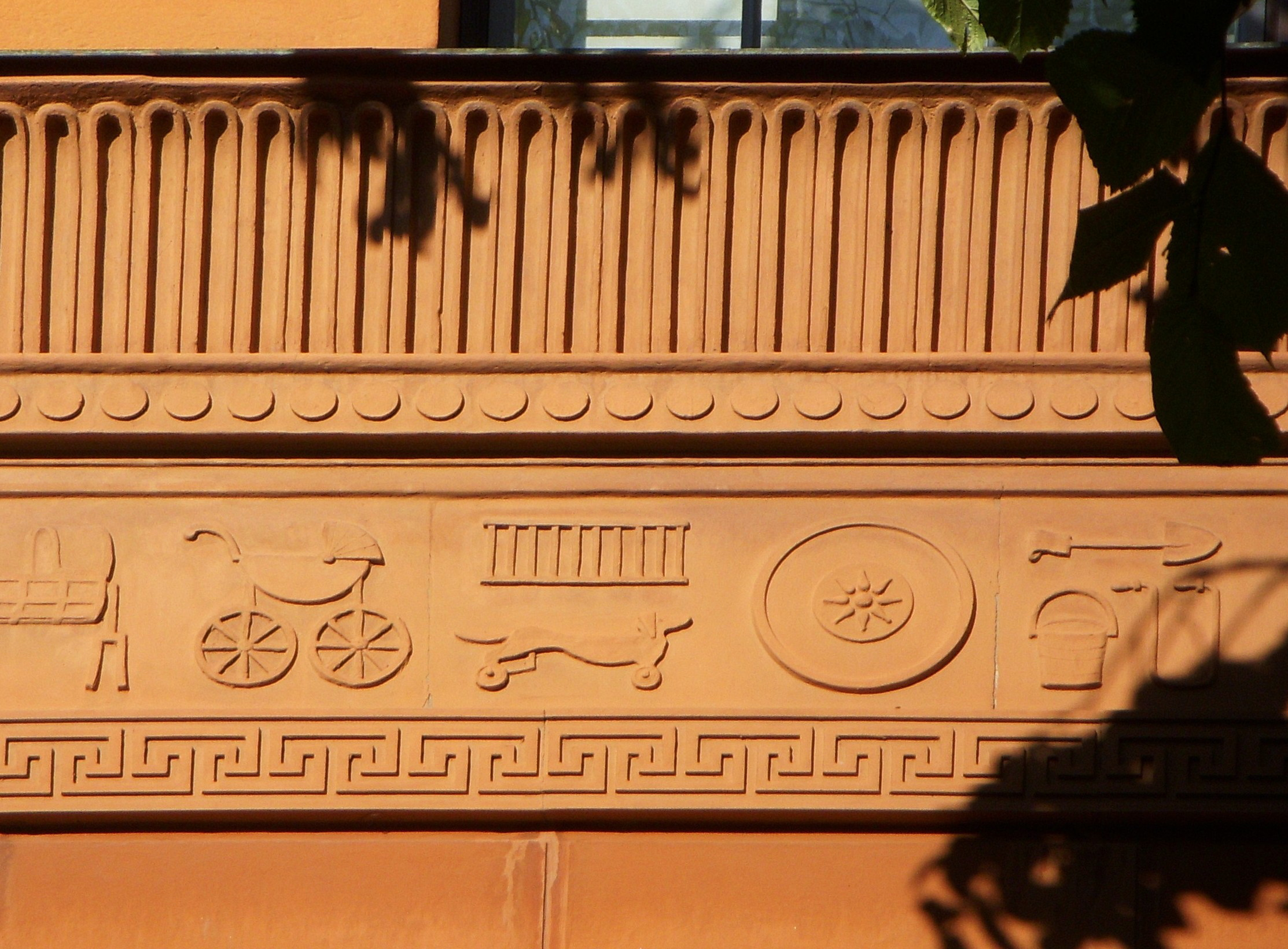
Details in de gevel, 2008.
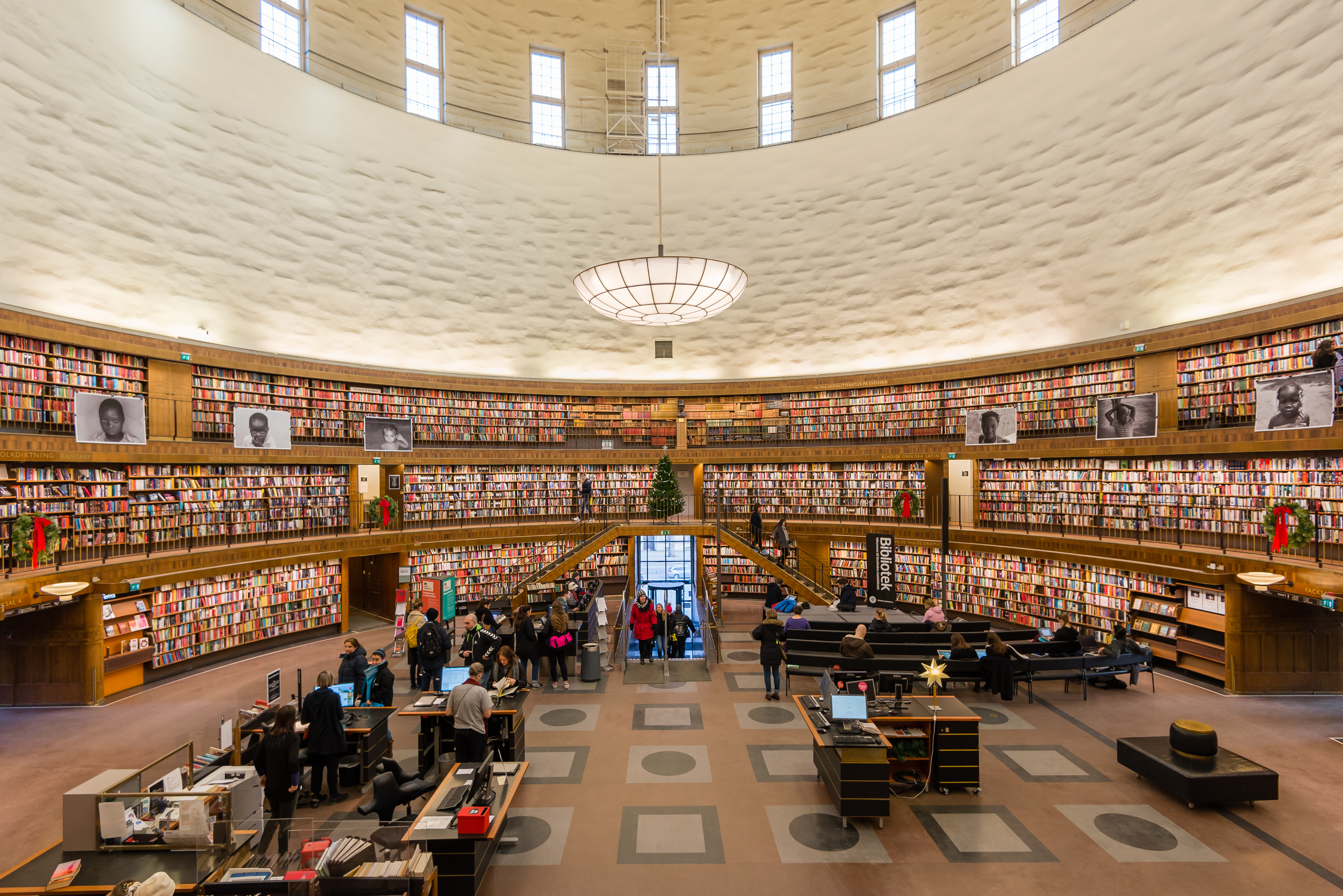
De rotonde, 2015.